# Digital Bath
«Digital Bath» (с англ. — «Цифровая ванна») — песня американской альтернативной метал-группы Deftones с альбома White Pony, выпущенная в виде промосингла в 2000 году.

## О песне
«Digital Bath» включает в себя множество аудиоэффектов и сэмплов Фрэнка Делгадо; куплеты состоят из повторяемых гитарных аккордов с эффектом дилей и успокаивающего, шепчущего вокала Чино Морено. В припевах вокал Чино достигает огромной высоты при помощи фальцета, которая практически не появлялась на других материалах группы. Морено заявил, что, несмотря на «красоту» песни, на самом деле речь идёт об «убийстве девушки электрическим током в ванне».
Акустическая версия песни была включена в сборник группы B-Sides & Rarities 2005 года.
В честь 20-летия альбома White Pony группа переиздала его 11 декабря 2020 года в комплекте с Black Stallion — бонусным альбомом ремиксов на все песни. На песню «Digital Bath» ремикс сделал DJ Shadow.

## Музыкальное видео
Видеоклип на песню было снято Эндрю Беннеттом; частично в видео объединены сцены с некоторых живых выступлений группы, чередующиеся с другими, демонстрирующими выступления группы в студии звукозаписи. 9 февраля 2001 года «Digital Bath» была исполнена на вечернем ток-шоу «The Tonight Show with Jay Leno».

## Кавер-версии
Английская маткор-группа Rolo Tomassi записала кавер-версию песни для сборника журнала Kerrang! — Kerrang! Ultimate Rock Heroes!, выпущенный в июне 2015 года.
Брэндон Смит из The Anix также сделал кавер для своего 7-го студийного альбома Hologram.

## Список композиций
| №  | Название                       | Длительность |
| -- | ------------------------------ | ------------ |
| 1. | «Digital Bath (Album Version)» | 4:00         |

## Чарты
| Чарт (2001 г.)                      | Позиция в чарте |
| ----------------------------------- | --------------- |
| США (Billboard Alternative Airplay) | 16              |
| США (Billboard Mainstream Rock)     | 38              |